# Intrarom
Intrarom este o companie din România, înființată în 1993.
Compania are ca obiect de activitate furnizarea de echipamente de telecomunicații și este filiala locală a producătorului grec Intracom Telecom.
În anul 2006, holdingul rus Sistema, care deține operațiuni în diverse domenii (turism, imobiliar, telecomunicații) a achiziționat 51% din acțiunile Intracom.
Număr de angajați în 2009: 570
Cifra de afaceri:
- 2007: 52,2 milioane euro[1]
- 2006: 63,4 milioane euro[1]